# キス濱テレビ
キス濱テレビ（きすはまてれび）は、2014年4月2日未明（1日深夜）より9月24日までテレビ朝日で毎週水曜0:15 - 0:45（火曜深夜JST）で放送されたバラエティ番組で、Kis-My-Ft2と濱口優の冠番組である。
キャッチコピーは「史上初"歌って、踊れて、バミれて、仕込めるアイドル"を目指せ!?」。

## 概要
「テレビに出る前にテレビを作れ!」をモットーに、Kis-My-Ft2がよゐこ濱口とともにADとなり、裏方の仕事を猛勉強する番組。番組のコンセプトや企画内容は2014年3月まで木曜未明（水曜深夜）にて放送されていた『キス濱ラーニング3』から一部引き継がれている。
4月16日未明放送分の『炭水化物シミュレーション』の前編の次回予告では、翌週の放送内容として完結編が流れていたが、実際の23日未明放送分では完結編ではなく、4月19日に放送された『キス濱テレビスペシャル』の未公開シーンが放送された。また5月28日未明放送分の次回予告でも『100円ショップの最新便利グッズ』が次週の内容として告知されたが、実際に同企画が放送されたのは6月18日未明放送分であった。

## 出演
- 濱口優（よゐこ）
- Kis-My-Ft2

### 放送リスト
| 回     | 放送日                  | 内容                                                                                         | ゲスト                                                       |
| ------ | ----------------------- | -------------------------------------------------------------------------------------------- | ------------------------------------------------------------ |
| 1      | 2014年 4月2日           | 芸能事務所に電話して本日（18時～20時）すっぴんを見せてくれる女性タレントを3人ブッキングせよ! | ざわちん                                                     |
| 2      | 4月9日                  | 芸能事務所に電話して本日（18時～20時）すっぴんを見せてくれる女性タレントを3人ブッキングせよ! | パンツェッタ・ジローラモ ざわちん おのののか                 |
| 3      | 4月16日                 | 新ゲーム企画のADシミュレーション!                                                            | 田村亮（ロンドンブーツ1号2号） 庄司智春（品川庄司）          |
| 特別編 | 4月19日 (16:00 - 17:25) | 無印良品のヒット商品英語に訳せ                                                               | 井森美幸 青木さやか 嗣永桃子 西舘さをり 江上敬子（ニッチェ） |
| 4      | 4月23日                 | 井森さんごめんなさいSP 無印良品のヒット商品英語に訳せ 完全版                                 | 井森美幸 青木さやか 嗣永桃子 西舘さをり 江上敬子（ニッチェ） |
| 5      | 4月30日                 | クイズ問題の裏方業務 クイズ問題作り                                                          | ナイツ 田中健一 日髙大介 水野圭祐                            |
| 6      | 5月7日                  | クイズ問題の裏方業務 クイズ問題作り                                                          | ナイツ 田中健一 日髙大介 水野圭祐                            |
| 7      | 5月14日                 | 下北沢で「見せロケハン」! 1日100個以上売れるグルメを探せ!                                    | -                                                            |
| 8      | 5月21日                 | 下北沢で「見せロケハン」! 1日100個以上売れるグルメを探せ!                                    | -                                                            |
| 9      | 5月28日                 | ワードを使って番組企画書を作成せよ!                                                          | 清水香里（ヒューマンアカデミー講師）                         |
| 10     | 6月4日                  | ワードを使って番組企画書作成 第2弾                                                           | -                                                            |
| 11     | 6月11日 (0:25 - 0:55)   | 情報番組のプロたちに卵かけご飯のアレンジレシピをプレゼン                                     | 浜田陽子 寺田真二郎 星知美                                   |
| 12     | 6月18日 (0:25 - 0:55)   | テレビ的100円ショップ 便利グッズを探せ                                                       | ほし知実 山本晃史 笹田知宏                                   |
| 13     | 6月25日 (0:25 - 0:55)   | 今話題の水族館で深海魚クイズ作り!                                                            | ロッチ 田中健一 日高大介 水野圭祐                            |
| 14     | 7月2日 (0:25 - 0:55)    | 今話題の水族館で深海魚クイズ作り!                                                            | ロッチ 田中健一 日高大介 水野圭祐                            |
| 15     | 7月9日 (0:25 - 0:55)    | Word企画第3弾! 資料作りで覚えておきたい6つの必殺技                                           | 志田未来 まきのゆみ                                          |
| 16     | 7月16日                 | キス濱オリジナル「Let It Go～ありのままで～」のミュージッククリップ作り!                     | May J. 中村哲平 小林定嗣                                     |
| 17     | 7月23日                 | コピー機を使いこなせ!                                                                        | 脇田美代                                                     |
| 18     | 7月30日                 | Wordの使い方を学べ! 第4弾! Wordトラブル奇跡の生還SP!!                                        | 清水香里 まきのゆみ                                          |
| 19     | 8月6日                  | 裏取り                                                                                       | 裏どり子                                                     |
| 20     | 8月20日 (0:45 - 1:15)   | 街頭インタビューって難しいの? 「怒りの声」を上手く聞き出せ!                                  | ハライチ 長谷川まさ子 みといせい子 内田勉                    |
| 21     | 8月27日                 | メールのトラブル解決法SP!                                                                    | 清水香里                                                     |
| 22     | 9月3日                  | オフィスで使えるデスク整理術 裏ワザ&最新便利グッズを学べ!                                    | ほしなとし子 片づけ子                                        |
| 23     | 9月10日 (0:40 - 1:10)   | 第2弾! 番組に寄せられた「オフィスで使える裏ワザ」ガセかホントか検証! 秋の裏取り祭り!         | -                                                            |
| 24     | 9月17日                 | 郵便局で「正しい郵便」を学ぶ!                                                                | -                                                            |
| 25     | 9月24日                 | ロケ事件簿 ◯◯過ぎるまとめ                                                                    | -                                                            |

## スタッフ
- ナレーション：奈佐健臣
- 企画：奥川晃弘
- 構成：鈴木おさむ、樋口卓治、楠田信行、飯塚大悟
- ロケ技術：辺見洋、田島実一郎、七澤甲
- デザイン：金澤弘道
- 美術進行：高﨑絵織
- 小道具：宮本恵美子
- ヘアメイク：川口カツラ店
- 衣装：片瀬美穂
- 編集：菊川雄太
- MA：青木雅春
- 編集協力：東京オフラインセンター
- 音効：村井雅史
- TK：中里優子
- 編成：松瀬俊一郎
- 宣伝：平野三和、平泉季里子
- 特別協力：ジャニーズ事務所
- 制作スタッフ：北澤一喜、東裕二、遠入淳、高橋亜季、森田彩、長崎茉莉亜
- アシスタントプロデューサー：水野佳世
- ディレクター：米田裕一、辺見敏章、岡村学、大峯あつし、佐藤啓
- プロデューサー：奥田創史、渡辺章太郎
- ゼネラルプロデューサー：本部純
- 制作著作：テレビ朝日